# Patelloa reinhardi
Patelloa reinhardi là một loài ruồi trong họ Tachinidae.